# 施震
施震（1451年—？），字亨甫，浙江嘉興府平湖縣人，民籍，明朝政治人物。

## 生平
成化二十二年（1486年）丙午科浙江鄉試第八十七名舉人。弘治六年（1493年）中式癸丑科會試第八十五名，三甲第一百一十八名進士。十一年官河南固始县知县。

## 家族
曾祖施瓛；祖父施俊；父施澤，母嚴氏。永感下。